# Karl Wessely (stavitel)
Karl rytíř Wessely (6. ledna 1841 Praha – 6. října 1912 Vídeň) byl česko-rakouský architekt, podnikatel a velkostatkář. Po studiích na pražském Polytechnickém ústavu se začal uplatňovat jako stavitel. Se společníkem Františkem Schönem založil firmu Schön & Wessely (1869), která se uplatnila především ve výstavbě železnic v Čechách a na Moravě. Po ukončení podnikatelských aktivit (1890) investoval do nákupu nemovitostí a velkostatků. Od roku 1897 byl majitelem zámku Žinkovy v západních Čechách, který nechal nákladně přestavět ve stylu novorenesance.

## Životopis

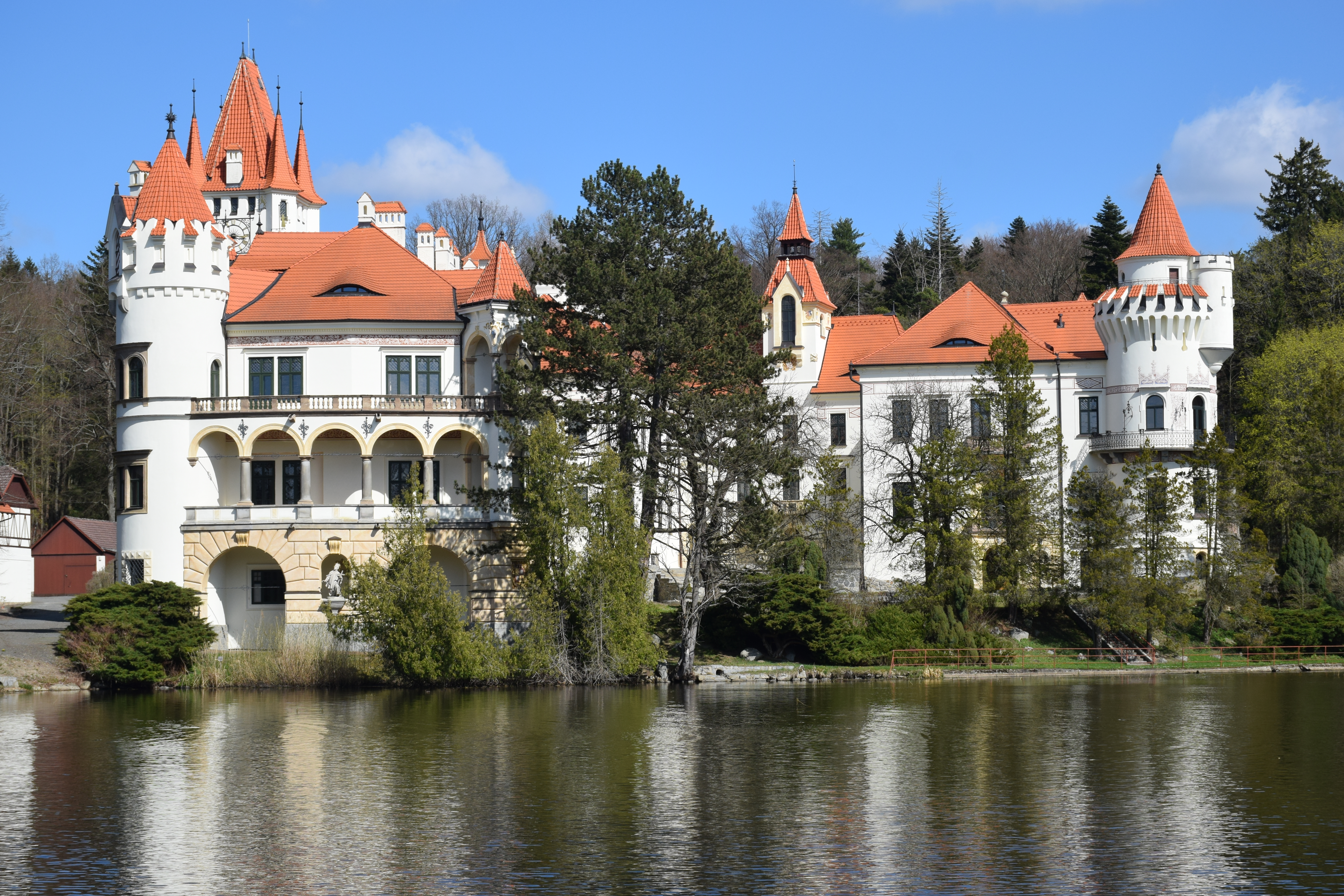
Zámek Žinkovy, sídlo Karla Wesselyho od roku 1897

Narodil se jako druhý ze čtyř synů právníka, ministerského rady a profesora Univerzity Karlovy Josefa Wesselyho (1800–1872). Vystudoval pražský Polytechnický ústav, získal titul inženýra a začal působit jako architekt. V polovině šedesátých let 19. století se spojil se stavitelem Františkem Schönem a začali spolu projektovat. V roce 1869 založili stavební firmu Schön & Wessely a v následujících desetiletích se zaměřili především na stavbu železnic a mostů. S dalšími stavebními podnikateli a s účastí bank založili v roce 1880 Rakouskou společnost místních drah (Österreichische Lokaleisenbahn-gesellschaft). Firma stavěla železnice převážně v Čechách, nejnáročnější trať byla dokončena v roce 1888 v Jeseníkách přes Ramzovské sedlo. V návaznosti na budování železnic provozovala firma další průmyslové podniky, jako cihelny a kamenolomy. V roce 1890 Karl Wessely z firmy vystoupil jako podílník a podnik nadále vedl František Schön se svými syny. Karl Wessely byl c. k. stavebním radou, později obdržel titul dvorního rady a v roce 1892 získal za zásluhy Řád železné koruny III. třídy.
Díky stavebním zakázkám dosáhl Karel Wessely značného jmění a po odchodu z firmy Schön & Wessely začal investovat do nemovitostí a statků. V letech 1891–1892 si nechal ve Vídni postavit palác (Palais Wessely) v ulici Argentinienstraße. Projekt paláce vypracovala firma Fellner a Helmer, budova dnes slouží jako hotel. V roce 1897 koupil Karl Wessely od Harrachů velkostatek Žinkovy. K žinkovskému velkostatku patřilo 3388 hektarů půdy a několik průmyslových provozů, pivovar, cihelna, parní pila, mlékárna nebo továrna na výrobu sirupů.  Vzápětí přistoupil k rozsáhlé přestavbě zámku. Rekonstrukci zámku Žinkovy do podoby vedla opět firma Fellner a Hellmer a jedná se o jeden z nejznámějších příkladů, jak se zbohatlé podnikatelské vrstvy snažily honosnými sídly vyrovnat staré šlechtě. Na přestavbu zámku navazovalo zřízení rozsáhlého krajinářského parku, k jeho realizaci byl přizván švédský zahradní architekt Carl Gustav Svensson. Karl Wessely byl dále podílníkem uhelných dolů na Karlovarsku, vlastnil pozemky ve Štýrsku a v roce 1900 koupil velkostatek Szilvásvárad se zámkem v Uhrách.

## Rodina
Jeho manželkou byla Eleonora Korte (1851–1928), měli spolu tři děti. Prostřední syn César (1877–1893) zemřel předčasně v patnácti letech, dcera Rosina (1882–1945) se provdala za pruského statkáře Maximiliana von Puttkamera (1865–1920), syna bývalého pruského ministra vnitra Roberta Puttkamera. Univerzálním dědicem byl syn Ernst Wessely (1875–1914), který kvůli vysokému zadlužení prodal majetek v Uhrách (velkostatek Szilásvárad koupili Pallaviciniové) i velkostatek Žinkovy (za 4 250 000 korun je koupil Jeroným Colloredo-Mannsfeld, v roce 1916 jej získal plzeňský podnikatel Karel Škoda). Ernst v krátké době prohýřil celé dědictví a v roce 1914 spáchal sebevraždu. Matka Eleonora nakonec dožila v chudobinci. 
Karlův mladší bratr Zdenko Leopold Wessely (1848–1916) byl c. k. stavebním radou a vedl firmu C. Korte und Comp. Ve Vídni. 